# Luft-Luft-Rakete

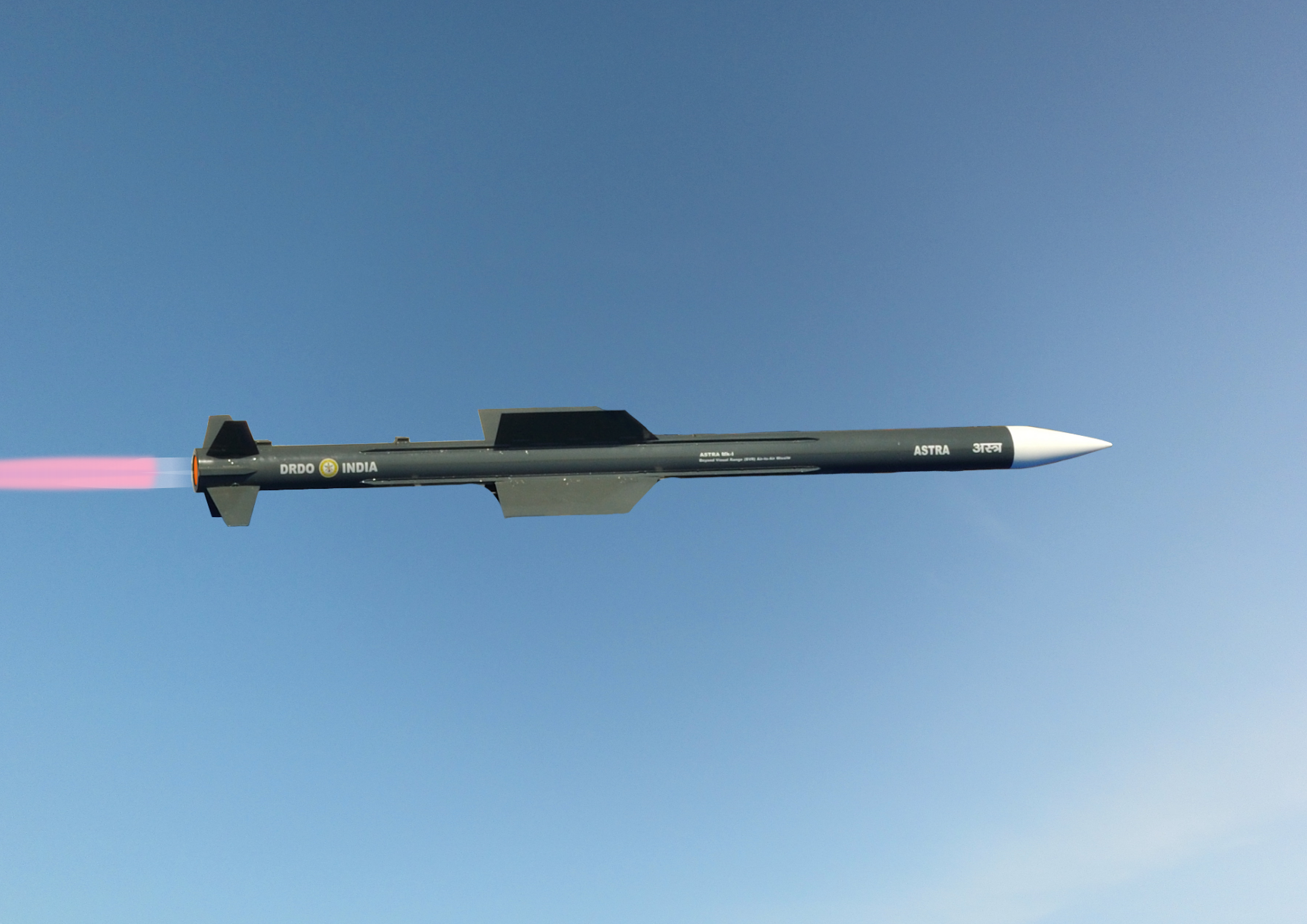
Eine Astra MK-1 im Flug

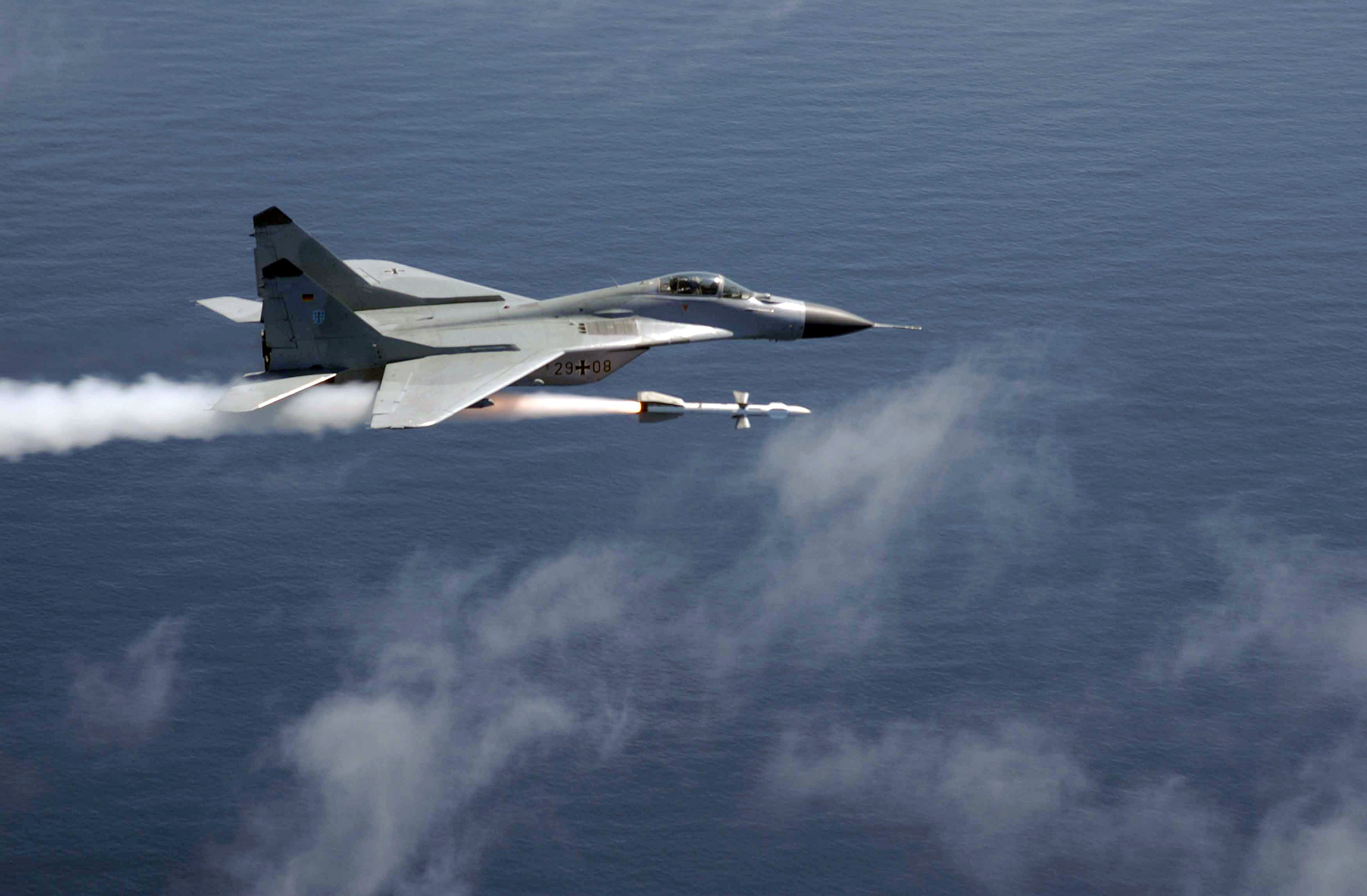
Deutsche MiG-29 beim Abfeuern einer R-27R (NATO-Bezeichnung: AA-10 Alamo)

Eine Luft-Luft-Rakete ist ein (in der Regel) Lenkflugkörper, der im Luftkampf eingesetzt wird. Der Name besagt, dass sie in der Luft abgefeuert wird, um Ziele in der Luft zu treffen.

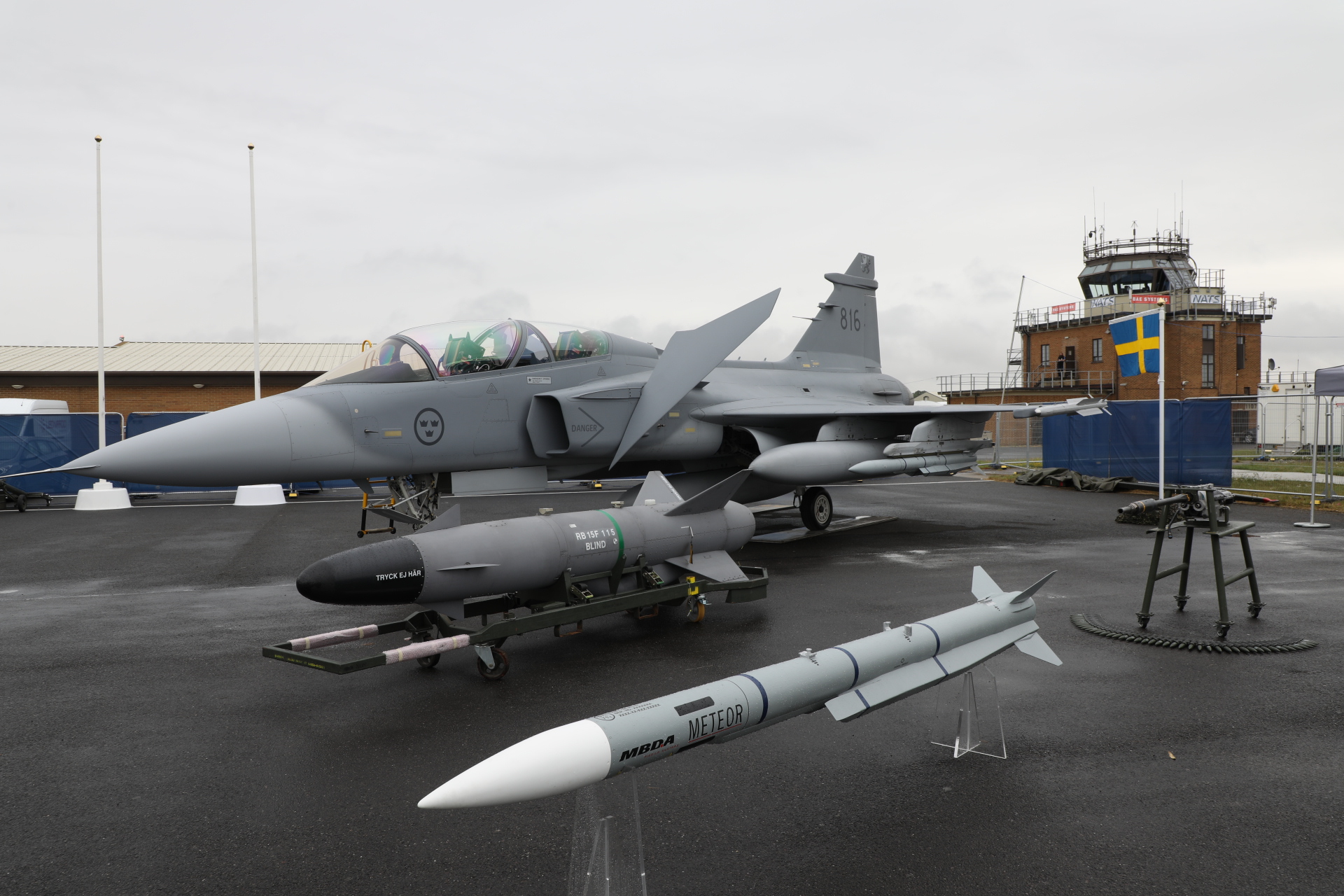
Im Vordergrund: MBDA Meteor, die erste Luft-Luft-Rakete, die durch Zusammenarbeit mehrerer EU-Staaten (Frankreich, Deutschland, Italien, Großbritannien und Spanien) entwickelt wurde

International wird häufig die englische Bezeichnung Air-to-Air Missile (AAM), auch Air-launched (A) Intercept-aerial (I) Guided Missile (M) (AIM) oder auch  SRAAM Short-Range (SR) Air-to-Air Missile (AAM) verwendet.
Entsprechende Gegenstücke sind Boden-Luft-Raketen und Luft-Boden-Raketen, wobei Boden auch Schiffe umfasst.

## Geschichte

### Erster Weltkrieg
Während des Ersten Weltkriegs setzten die alliierten Luftwaffen zur Abwehr deutscher Luftschiffe kleine ungelenkte Le-Prieur-Raketen ein, die von Doppeldeckern getragen wurden. Die herkömmliche Flugzeugbewaffnung mit MGs kleinen Kalibers war gegenüber den Zeppelinen relativ wirkungslos. Le-Prieur-Raketen waren jedoch sehr ungenau und hatten eine geringe Reichweite. Als verbesserte Rohrwaffen und Munition verfügbar waren, wurden sie nicht mehr eingesetzt.
Um den gefährlich geringen Abstand beim Einsatz der Maschinengewehre für den Abschuss gegnerischer Flugzeuge von nur 20 bis 30 Metern zu vergrößern, stellte Rudolf Nebel 1917 an der Front in Frankreich selbst Luft-Luft-Raketen her. Im Sommer 1917 schoss Nebel aus etwa 100 Metern Entfernung (Rudolf Nebel: „Eine ungeheuere Entfernung für damalige Verhältnisse“) vier unter den Tragflächen aufgehängte von ihm selbstgebaute Luft-Luft-Raketen von seinem Jagdflugzeug in einen britischen Flugzeugverband. Er traf zwar nicht, aber der Pilot eines englischen Doppeldeckers geriet über das Ereignis in Panik, landete sofort und wurde deutscher Kriegsgefangener. Acht Tage später erzielte Nebel den ersten Abschuss eines gegnerischen Flugzeuges. Eine seiner Luft-Luft-Raketen zerschlug den Propeller der Maschine, die daraufhin am Boden zerschellte.
Eine Woche später, beim nächsten Einsatz, explodierten zwei der vier Raketen beim Abfeuern noch an seinem Flugzeug, einer Albatros D III. Nebel gelang noch eine Notlandung, bei der sich die Maschine überschlug und er Brandverletzungen erlitt. Nach seiner Rückkehr aus dem Lazarett wurde ihm für die beiden Luftsiege mit seinen Luft-Luft-Raketen das Eiserne Kreuz I. Klasse verliehen und bei der anschließenden Feier schlug Nebels Fliegerkamerad Hermann Göring vor, die neue Waffe Nebelwerfer zu nennen. Noch am selben Abend wurde Nebel der weitere Einsatz der Waffe als zu gefährlich für die eigenen Piloten verboten, außerdem seien neue Waffen eine Sache der Inspektion der Fliegertruppe in Berlin. Drei Wochen später wurde Nebel vom Inspekteur der Fliegertruppe, Oberst Siebert, nach Berlin gerufen, um seine Erfindung ihm und einem Pyrotechniker zu erklären. Ein weiteres Ergebnis von Nebels Luft-Luft-Raketen auf deutscher Seite im Ersten Weltkrieg ist nicht bekannt.

### Zweiter Weltkrieg
Während des japanisch-sowjetischen Grenzkonflikts kurz vor dem Zweiten Weltkrieg flogen einige sowjetische Polikarpow I-16-Piloten mit an vier Startschienen pro Flügelseite befestigten ungelenkten „RS“-Flugkörpern zusätzlich zur MG-Bewaffnung. Damit konnte erstmals am 20. August 1939 ein japanisches Flugzeug vom Typ Nakajima Ki-27 abgeschossen werden.
Zu Beginn des Zweiten Weltkrieges vergab das Reichsluftfahrtministerium verschiedene Entwicklungsaufträge für gelenkte Luft-Luft-Raketen. Nach dem Einsatz eher primitiver Waffen begann 1943 die Arbeit an der Henschel Hs 117H, die auf einer Boden-Luft-Rakete basierte. Annähernd gleichzeitig wurde die Ruhrstahl X-4 entwickelt, die bessere Leistungen erbrachte. Beide Entwicklungen kamen zu spät, um noch im Kampf eingesetzt zu werden.
Die einzige von deutscher Seite im Zweiten Weltkrieg eingesetzte Luft-Luft-Rakete war die ungelenkte R4/M „Orkan“. Von ihr wurden bis zum Kriegsende 12.000 Stück produziert.
Die Amerikaner setzten gegen Ende des Zweiten Weltkriegs die M8-Rakete ein.
Bei den frühen Luft-Luft-Raketen bis zum Ende des Zweiten Weltkrieges handelte es sich um ungelenkte Raketen, die in Salven abgefeuert wurden. In den 1950er- und 1960er-Jahren wurden die ungelenkten Raketen durch gelenkte Luft-Luft-Raketen mit neu entwickelten Infrarot- oder Radarsuchköpfen ergänzt und schließlich abgelöst.

## Klassifizierung
In der westlichen Welt sind Luft-Luft-Raketen fast ausschließlich unter ihren englischen Bezeichnungen bekannt. Die Gründe dafür liegen in der Vorreiterrolle der USA und der NATO-Mitgliedschaft der anderen westlichen Länder. Luft-Luft-Raketen werden nach ihrer Einsatzreichweite klassifiziert.

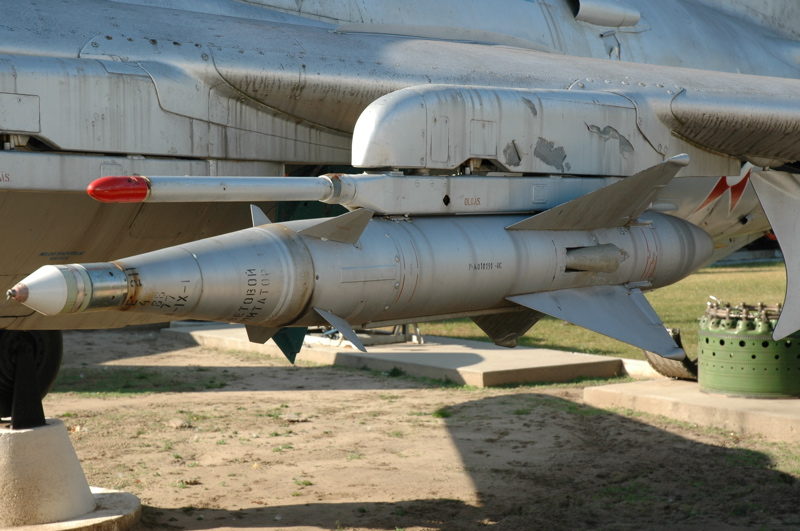
K-5M (AA-1 Alkali) Sowjetische Kurzstrecken-Luft-Luft-Rakete montiert auf einer MiG-19

### Kurz- und Mittelstrecke
Visual Range Air-to-Air Missile (VRAAM)
Sichtbereichs-Luft-zu-Luft-Rakete – dieser international gebräuchliche, englische Begriff bezeichnet Lenkflugkörper für Ziele zur Bekämpfung auf Sichtreichweite (meistens mit Infrarotlenkung). Hier wird unterschieden in:
Short Range Air-to-Air Missile (SRAAM)
Kurzstrecken-Luft-zu-Luft-Rakete – für kurze bis sehr kurze Distanzen, oder
Within-Visual-Range Air-to-Air Missile (WVRAAM)
Sichtbereichs-Luft-zu-Luft-Rakete – bei mittleren Reichweiten üblich.
Advanced Short-Range Air-to-Air Missile (ASRAAM)
Verbesserte Kurzstrecken-Luft-zu-Luft-Rakete – ist eine weiterentwickelte/verbesserte Luft-zu-Luft-Rakete für kurze Reichweiten.
Advanced Medium-Range Air-to-Air Missile (AMRAAM)
Verbesserte Mittelstrecken-Luft-zu-Luft-Rakete – ist eine weiterentwickelte/verbesserte Luft-zu-Luft-Rakete für mittlere Reichweiten.

### Langstrecke
Beyond Visual Range Air-to-Air Missile (BVRAAM)
Außersichtbereichs-Luft-zu-Luft-Rakete – ist eine Rakete mit Reichweite bis hinter den Sichthorizont. Sie ist in der Lage, auch außerhalb der Sichtweite des Piloten befindliche Ziele zu bekämpfen. Fast ausnahmslos mit Radarlenkung.

## Aufbau
Der prinzipielle Aufbau einer Luft-Luft-Rakete besteht aus einem Suchkopf mit Lenksystem, dem Gefechtskopf und dem Antriebsteil.

### Suchkopf

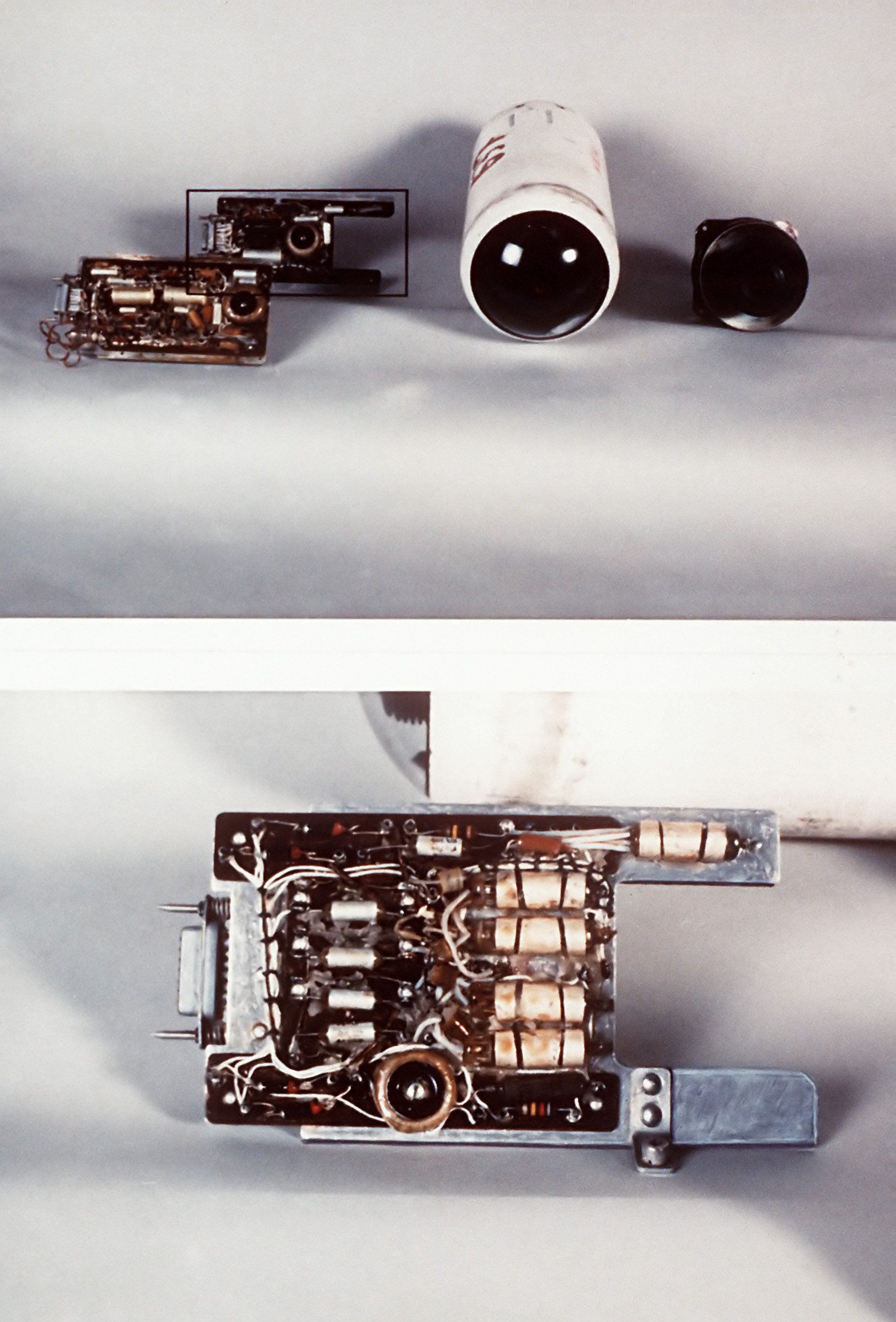
Elektronik des Infrarotsuchkopfs einer R3-Rakete (AA-2 Atoll)

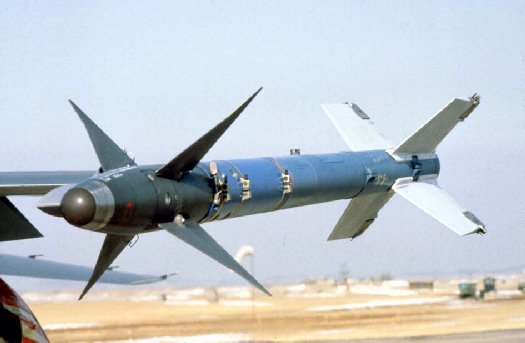
AIM-9 Sidewinder

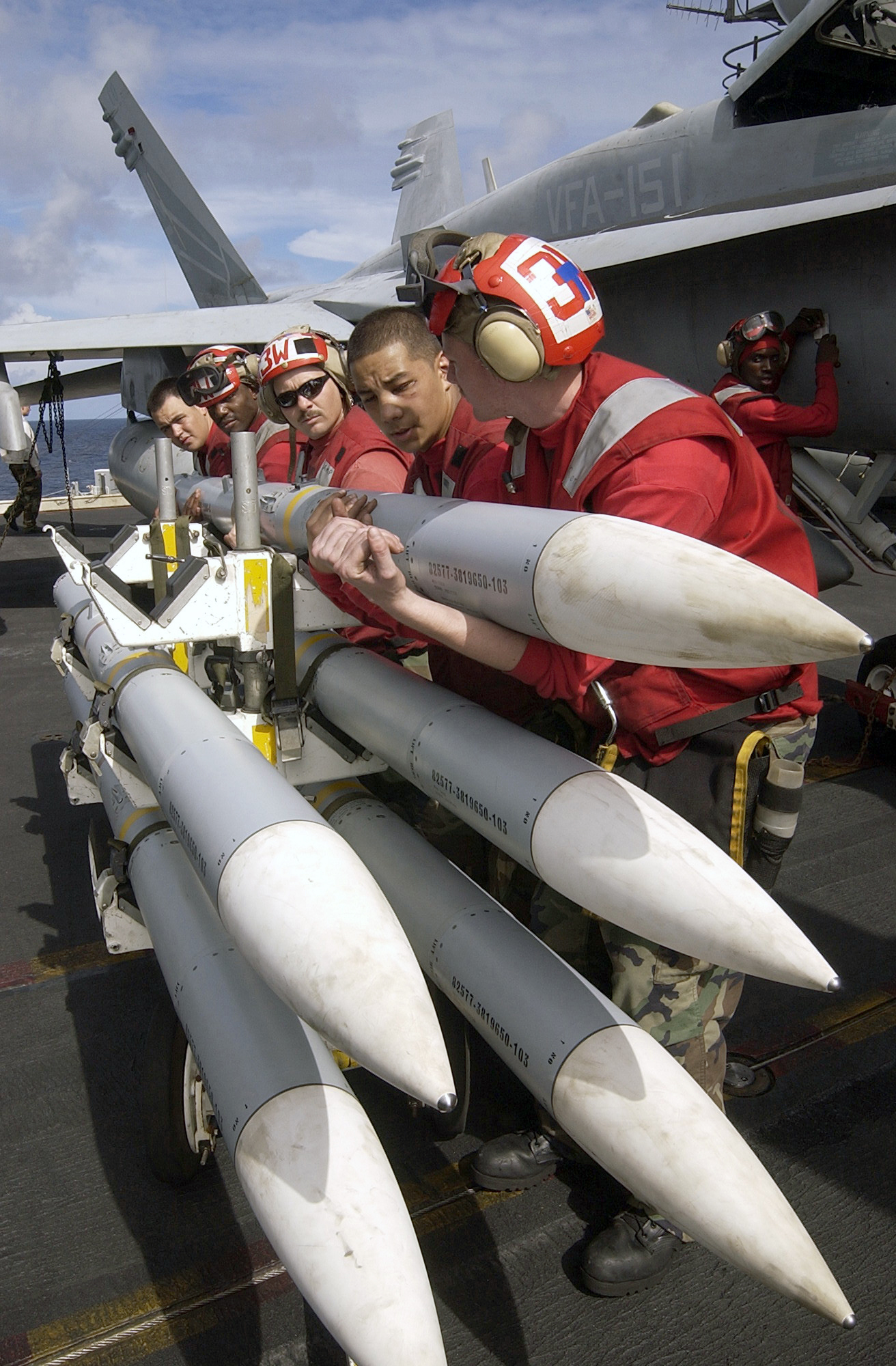
AIM-120 AMRAAMs werden auf der Constellation an einer F/A-18 Hornet montiert

Für den Piloten wichtig ist die Unterscheidung in Lenkkörper mit weiterer Zielführung nach dem Abfeuern und solchen, die keiner weiteren Aufmerksamkeit des Piloten oder des Waffenleitrechners des abfeuernden Flugzeuges bedürfen (sogenannte fire-and-forget-Lenkwaffen). Ein Suchkopf besteht aus einem oder mehreren Sensoren (Sucher), meist in der Spitze der Rakete, der Steuerung (entweder VPS oder SPS), welche die Sensorinformationen in Steuerbefehle umsetzt und den Steuerflächen, mit denen die Flugrichtung der Rakete beeinflusst wird.
Vier unterschiedliche Arten von Suchern werden verwendet, die jeweils andere Einsatzprofile haben:
- Bildgebend

Es handelt sich hierbei um ein passives Suchverfahren, bei dem ein bildgebender Sensor (Focal Plane Array meist CCD oder CMOS) optisch (sichtbares Licht) oder quasioptisch (UV/Infrarot) auf die elektromagnetischen Emissionen des Zieles reagiert. Neuere Suchköpfe sind multispektral ausgeführt, um die Störfestigkeit zu erhöhen. Bildgebende Sucher finden meist in Kurzstreckenraketen Verwendung, da ihre Empfindlichkeit und Ansprechschwelle und damit die Reichweite begrenzt sind.
- Halbaktives Radar

Ein halbaktives Zielsuchverfahren, bei dem das Ziel durch eine von der Rakete unabhängige Radaranlage beleuchtet wird und der Suchkopf der Rakete der von der Oberfläche des Zieles reflektierten Radarstrahlung folgt. Da zur Zielbeleuchtung zumeist das Radar des abfeuernden Flugzeugs verwendet wird, was dessen Verbleib im Kampfgebiet erzwingt und seine Verwundbarkeit enorm erhöht, werden halbaktive Sucher in neueren Raketentypen mehr und mehr durch aktive ersetzt. Eine Sonderform ist das sogenannte Beam Riding, bei dem die Rakete direkt der Keule des Radars folgt. Der Empfänger liegt dabei im Heck der Rakete. Dieses Verfahren garantiert hohe Störresistenz, hat aber die gleichen Nachteile wie die normale halbaktive Steuerung
- Aktives Radar

Ein aktiver Sucher, bei dem der Radarsender und der Radarempfänger in der Rakete vorhanden sind.
- Passives Radar

Ein passiver Sucher, bei dem die Rakete die Emissionsquellen des Zielflugzeuges anpeilt.
Bei modernen Luft-Luft-Raketen werden oftmals mehrere Sucher in einem Suchkopf kombiniert, um die Störfestigkeit zu erhöhen und die Vorwarnzeit für den Gegner zu reduzieren. Auch verfügen Mittel- und Langstreckenraketen zusätzlich über Trägheitsnavigationssysteme oder Satellitennavigation, die es ermöglichen, große Teile der Flugstrecke zum Ziel ohne Emissionen und mit hoher Resistenz gegen elektronische Gegenmaßnahmen des Gegners zurückzulegen. Erst in unmittelbarer Nähe des Gegners wird der aktive Suchkopf aktiviert. Auf diese Art lassen sich auch passive bildgebende Suchköpfe in Langstreckenraketen einsetzen.
Nahezu alle Luft-Luft-Raketen verfügen über eine Form von Datenlink zum Startflugzeug, mindestens simplex als Notausschalter, manchmal aber auch duplex, um eine Zielzuweisung nach dem Start der Waffe durchzuführen (lock-on after launch, LOAL) oder zu verändern.

### Gefechtskopf
Der Gefechtskopf besteht aus einem oder mehreren Zündern und einer Sprengladung. Als Zünder kommen entweder Abstands- oder Aufschlagzünder zum Einsatz.
Raketen mit Aufschlagzünder enthalten meist kleinere Sprengstoffmengen und sind damit leichter. Dafür müssen sie über hochwertige Zielführungssysteme verfügen. Die Schädigung erfolgt dann durch Durchschlagen des Ziels und punktuelle Zerstörung.
Die meisten Luft-Luft-Raketen verwenden Abstandszünder und Spreng-Splitter- oder Continuous-Rod-Ladungen. Spreng-Splitter-Ladungen bestehen aus von fragmentierten Metallmänteln umschlossenem Sprengstoff, so dass nach der Explosion Splitterwolken entstehen. Die Continuous-Rod-Ladung besteht aus einem um eine Sprengladung gefalteten Metallring, der durch die Explosion des Sprengstoffs blitzartig entfaltet wird und Ziele innerhalb seines Durchmessers durchtrennt.
Heute finden ausschließlich konventionelle Sprengköpfe Verwendung. Während des Kalten Krieges verfügten die Vereinigten Staaten über die ungelenkte Luft-Luft-Rakete AIR-2 Genie mit einem nuklearen 1,5-kT-Gefechtskopf sowie die gelenkte Luft-Luft-Rakete AIM-26 Falcon mit einem nuklearen 0,25-kT-Gefechtskopf. Beide Waffen waren für die Vernichtung sowjetischer Bomberverbände vorgesehen.

### Antrieb
Die meisten Luft-Luft-Raketen werden von einem Raketentriebwerk angetrieben. Die erreichten Geschwindigkeiten liegen je nach Antriebsart, Gewicht und Einsatzzweck (Kurz-, Mittel- oder Langstreckenwaffe) zwischen Mach 2 und Mach 5. Eine Eigenschaft neuerer Antriebe ist die geringe Entwicklung von Rauch beim Verbrennen. Dies macht es dem Piloten und der Sensorik des anvisierten Flugzeuges schwerer, die Rakete rechtzeitig zu erkennen und Gegenmaßnahmen einzuleiten. Es werden folgende Antriebsarten eingesetzt:
- Feststoffraketentriebwerk

Die Vorteile von Feststoff liegen in der guten Handhabbarkeit (Lagerung, Montage) und Schubkraft der Treibstoffes, der Nachteil in der schlechten Steuerbarkeit des Schubs, da eine einmal gestartete Reaktion des Treibstoffes nicht mehr gedrosselt oder gar gestoppt werden kann. Feststoffraketentriebwerke kommen bei Luft-Luft-Lenkwaffen aller Reichweiten zum Einsatz. Eine neuere Entwicklung auf dem Gebiet der Feststofftriebwerke sind Doppelpulsmotoren. Dabei wird die Brennkammer mit einer Trennwand in einen vorderen und einen hinteren Teil segmentiert. Während des Abbrands des Erstpulstreibsatzes wird der Zweitpulstreibsatz durch eine Trennvorrichtung vor den heißen Gasen und somit vor vorzeitiger Zündung geschützt. Beim Zünden der vorderen Brennkammer zerplatzt die Trennwand, wird nur die hintere gezündet, bleibt sie intakt. Die beiden Teile können somit entweder nacheinander mit einem beliebig wählbaren Zeitabstand oder gleichzeitig gezündet werden, um Reichweite und Trefferquote zu erhöhen. Ein wesentlicher Vorteil dieser Antriebsbauweise ist, dass sich der Flugkörper während der Funktion von Erstpuls- und Zweitpulstreibsatz aerodynamisch identisch verhält. Feststoffraketentriebwerke werden in den meisten Luft-Luft-Raketen verwendet.
- Flüssigkeitsraketentriebwerk

Flüssigkeitsraketentriebwerke wurden vor allem in der Anfangszeit der Entwicklung von Luft-Luft-Raketen eingesetzt, als entsprechende Feststofftriebwerke noch nicht zur Verfügung standen. Sie haben den Vorteil einer besseren Steuerbarkeit und den Nachteil eines komplexeren Aufbaus. Auch können die verwendeten Treibstoffe zur Korrosion des Motors führen. Diese Technik wird heute nicht mehr verwendet. Historisches Beispiel ist die Ruhrstahl X-4.
- Staustrahltriebwerk

Staustrahltriebwerke sind luftatmende Strahltriebwerke, die nur bei Überschallgeschwindigkeit funktionieren. Daher ist für den Start ein zusätzlicher Booster erforderlich. Vorteil ist der höhere Wirkungsgrad, der einen geringeren Treibstoffbedarf im Gegensatz zu Feststoffraketen bedeutet, was eine größere Reichweite oder einen leichteren Antrieb erlaubt. Auch muss kein Oxidationsmittel mitgeführt werden. Ein Staustrahltriebwerk wird zum Beispiel bei der MBDA Meteor und einer verbesserten Version der russischen R-77 angewendet.

## Anwendung

### Start

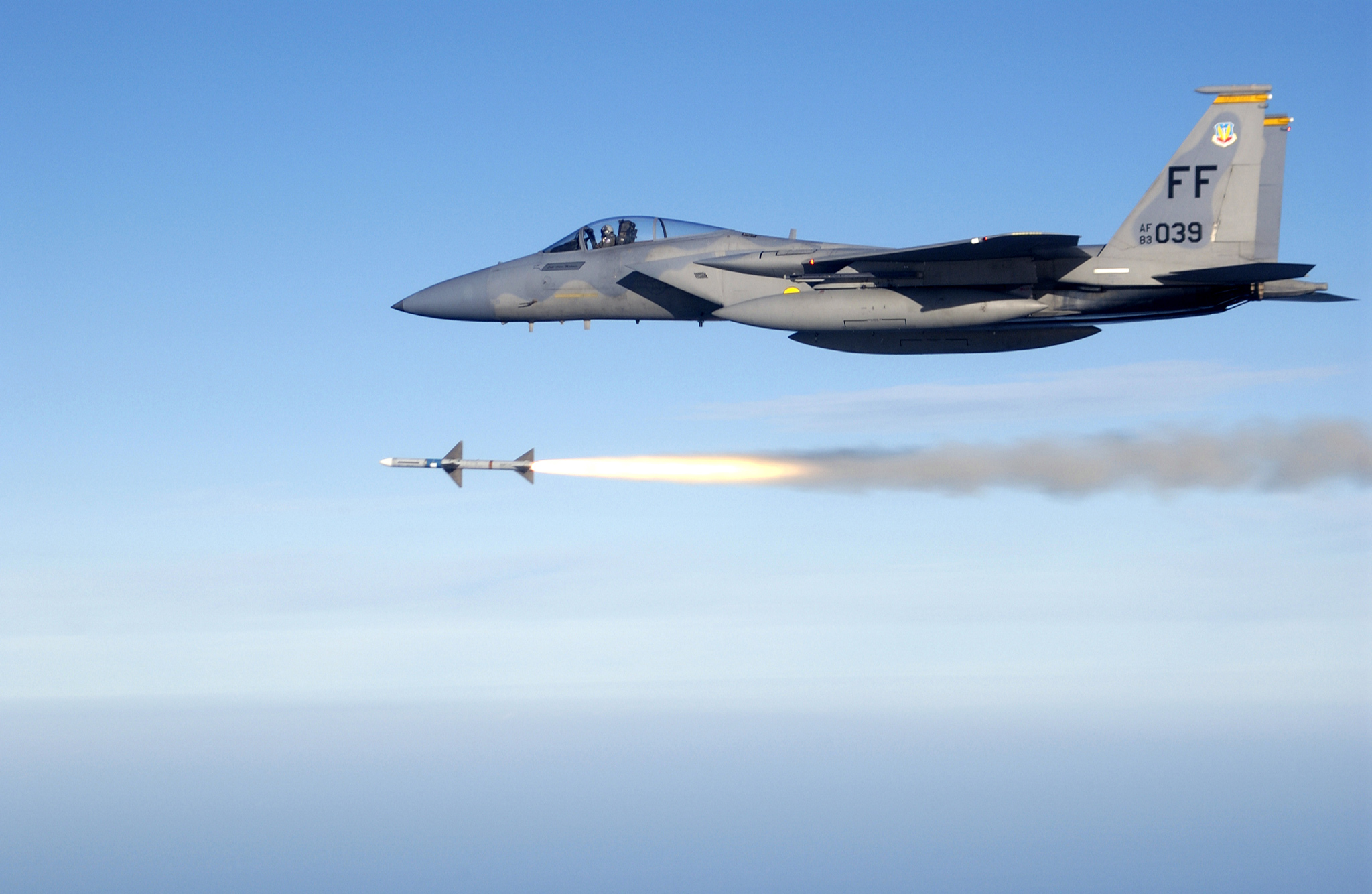
Eine F-15C Eagle der US-Luftwaffe feuert eine AIM-7 Sparrow ab

Bei Luft-Luft-Lenkwaffen wird oft die maximale Reichweite angegeben. Die effektive Reichweite einer Waffe hängt allerdings von Faktoren wie Flughöhe und Geschwindigkeit der Startplattform sowie Position und Flugrichtung des Ziels ab. So hat die AA-12 Adder / R-77 eine Reichweite von ~ 100 km. Diese Angabe bezieht sich auf ein Ziel in großer Höhe, das auf das abfeuernde Kampfflugzeug frontal zufliegt und bis zum Endanflug (Terminus: Endgame) ungewarnt bleibt sowie seinen Kurs beibehält. In geringer Höhe und wenn das Ziel von hinten bekämpft wird, reduziert sich die effektive Reichweite um 75 bis 80 % auf 20 bis 25 km. Wird das Ziel vorgewarnt und fliegt es Ausweichmanöver, reduziert sich die Reichweite nochmals. Folgende Leistungsparameter bestimmen dabei die Effektivität einer Luft-Luft-Lenkwaffe:
- A-Pole

Distanz der Startplattform zum Ziel, wenn der Flugkörper seinen Sucher aktiviert und das Ziel selbst aufschaltet
- F-Pole

Distanz der Startplattform zum Ziel, wenn der Flugkörper am Ziel ankommt
- Launch Success Zone

Zielbereich, in dem der Flugkörper eine hohe Trefferquote aufweist, wenn das Ziel nicht vorgewarnt wurde
- No-Escape Zone

Zielbereich, in dem der Flugkörper eine hohe Trefferquote aufweist, selbst wenn das Ziel vorgewarnt wurde und Gegenmaßnahmen wie Flares, Chaffs und Ausweichmanöver durchführt
- All-Aspect

Der Flugkörper kann ein Ziel aus jedem Winkel aufschalten und nicht nur von hinten (nur bei infrarotgelenkten Waffen von Bedeutung).
- Off-Boresight

Beschreibt die Fähigkeit, Ziele abseits der Längsachse erfassen zu können, also den Schwenkwinkel des Suchers
- Nachführrate

Geschwindigkeit, mit der sich der Suchkopf bewegen kann
In Abhängigkeit von den oben genannten Parametern und der gewählten Einsatztaktik wird der Flugkörper dann abgefeuert. Muss beispielsweise ein Transportflugzeug eskortiert werden, ist es sinnvoll, die Waffe auf maximale Entfernung der Launch Success Zone abzufeuern. Wenn der Angegriffene nun den Kurs ändert und wendet, verfehlt die Lenkwaffe das Zielflugzeug, der Angriff des Gegners auf das Transportflugzeug wird dadurch aber verhindert oder erschwert. In Luftkämpfen mit vielen Gegnern ist es wiederum sinnvoll, den Flugkörper erst dann auf den Feind abzufeuern, wenn sich dieser innerhalb der No-Escape-Zone befindet.
Bei Waffen mittlerer und großer Reichweite wird dem Lenkflugkörper meist beim Start die aktuelle Position und der Kurs des Zieles von der Trägerplattform übermittelt. Die Navigation während der Flugphase erfolgt dann mit einem inertialen Navigationssystem und einem Datenlink zur Startplattform. Durch diesen Datenlink kann das Radar der Startplattform das Lenksystem der Waffe kontinuierlich mit neuen Zieldaten versorgen, so dass dieses die Flugbahn der Rakete optimieren kann, um eine möglichst hohe Auffindwahrscheinlichkeit zu erzielen, wenn die Lenkwaffe ihren Sucher im Zielgebiet aktiviert. Besonders bei Flugkörpern hoher Reichweite ist dies von großer Bedeutung, da das Trägheitsnavigationssystem mit zunehmender Entfernung immer ungenauer wird und das Ziel mehr Zeit hat, seinen Kurs zu ändern und so eine Erfassung durch die Waffe selbst zu verhindern. Allerdings muss sich die Trägerplattform der Lenkwaffe zuwenden, um die Daten senden zu können, so dass der Vorteil der höheren Präzision in einigen Kampfsituationen nicht effektiv genutzt werden kann; auch kann der Datenlink durch gegnerische elektronische Gegenmaßnahmen gestört werden.
Bei Waffeneinsatz werden folgende NATO-Codewörter verwendet:
- Fox One

Start einer Lenkwaffe mit halbaktivem Radarsuchkopf (Beispiel: AIM-7 Sparrow)
- Fox Two

Start einer Lenkwaffe mit Infrarotsuchkopf (Beispiel: AIM-9 Sidewinder)
- Fox Three

Start einer Lenkwaffe mit aktivem Radarsuchkopf (Beispiel: AIM-120 AMRAAM)
- Broke lock

Verlust von Sucherkontakt mit Ziel, wenn Waffe noch am Starter hängt, meist in Luftkämpfen mit Kurzstreckenwaffen
- Locked

Ziel wurde mit Bordradar aufgeschaltet
- Pitbull

Lenkwaffe hat das Ziel mit eigenem Radar aufgeschaltet, nur bei Waffen mit aktivem Radarsuchkopf möglich, kommt nach Fox Three
- Maddog

Lenkwaffe hat das Ziel bereits von der Startschiene aus mit eigenem Radar aufgeschaltet, wird dann statt Fox Three verwendet

### Gegenmaßnahmen

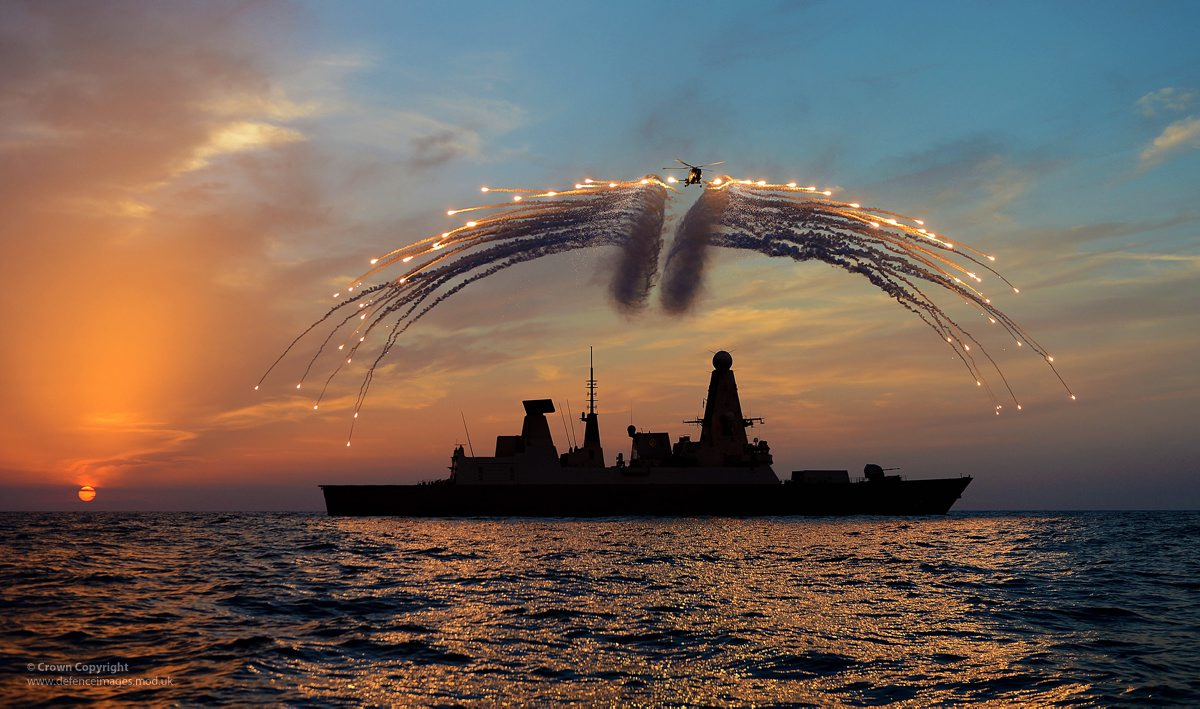
Eine Westland Lynx feuert Täuschkörper ab

Der erste Schritt bei der Einleitung von Gegenmaßnahmen ist das Erkennen, dass ein Flugkörper auf das eigene Flugzeug abgefeuert wurde. Es folgt die Bestimmung der Richtung und der Entfernung sowie eine Klassifizierung der Rakete in infrarot- (IR) oder radargesteuert. Hierbei wird der Pilot eines modernen Kampfflugzeuges durch den Bordrechner unterstützt, der auch die elektronische Gegenmaßnahmen des Flugzeugs koordiniert.
Je nach der Einstufung des Lenkkörpers leitet der Pilot erste Gegenmaßnahmen durch den Ausstoß von Täuschkörpern ein. Für IR-Raketen sind dies sogenannte Flares, kleine Magnesiumfackeln, die starke Hitzeentwicklung zeigen und so den Suchkopf der Rakete ablenken beziehungsweise die Wärmeabstrahlung des Flugzeugs überdecken sollen.
Radargelenkte Raketen werden durch Abwurf von Düppel getäuscht, die kleine Wolken aus Metallfolienstücken bilden. Diese Wolken reflektieren die Radarstrahlung des Suchkopfes (oder des angreifenden Flugzeuges) besser als das angegriffene Flugzeug und werden zum leichteren Opfer.
Moderne Luftlenkwaffen sind jedoch in der Lage, nach kurzer Zeit solche Täuschkörper zu identifizieren und lassen sich so nur kurzzeitig ablenken. Die Herausforderung des angegriffenen Piloten besteht also darin, die Gegenmaßnahmen mit anderen Methoden zu kombinieren, zum Beispiel mit Ausweichmanövern. Der Vorteil der Rakete ist dabei gleichzeitig ihr Nachteil: ihre Geschwindigkeit. Aufgrund der bis zu doppelten Geschwindigkeit gegenüber dem angegriffenen Flugzeug verliert sie das Ziel aus dem Suchbereich, wenn sie ausmanövriert wurde.
Im Gegensatz zum angegriffenen Flugzeug wird die Manövrierfähigkeit des Lenkflugkörpers jedoch nicht durch die G-Toleranz des Menschen eingeschränkt. Während die Manöver dessen auf 9g, der 9-fachen Erdbeschleunigung, begrenzt sind, bevor der g-LOC eintritt, können Luft-Luft-Raketen bis zu 70g überstehen. Die Kraft ist dabei linear von der Masse, quadratisch von der Geschwindigkeit des Flugkörpers und umgekehrt proportional vom Radius der geflogenen Kurve abhängig.
Zwingt der angegriffene Pilot die Rakete in eine enge Kurve, kann der Lenkflugkörper an seine Toleranzgrenze stoßen und der Bewegung des Flugzeuges nicht mehr folgen. Der Kurvenradius wird für die Rakete umso kleiner und unvorteilhafter, je näher sie dem Flugzeug gekommen ist. Timing ist somit ein wesentlicher Faktor bei Gegenmaßnahmen.
Ein klassisches Ausweichmanöver ist die Fassrolle. Hierbei bewegt sich das Flugzeug auf einer Kreisbahn um die Längsachse, wobei die Flugzeugunterseite immer nach außen zeigt. Die superponierte Bewegung ergibt eine Spiralbahn. Wird diese Bewegung mit einer im spitzen Winkel auf die Rakete zulaufenden Hauptbewegungsrichtung kombiniert, wird der Raketenleitrechner vor eine schwierige Aufgabe gestellt.

## Liste von Luft-Luft-Lenkwaffen
ks = Kurzstrecke; ms = Mittelstrecke; ls = Langstrecke;

### Vereinigte StaatenVereinigte Staaten
Aktuelle Modelle:
- AIM-9 Sidewinder ks
- AIM-120 AMRAAM ms
- AIM-162 UFas ls
- Long-Range Engagement Weapon

Historische Modelle:
- AIM-4 Falcon ks
- AIM-7 Sparrow ms
- AIM-26 Falcon
- AIM-47 Falcon
- AIM-54 Phoenix ls
- AIM-68 Big Q ks
- AIM-82 ks
- AIM-95 Agile ks
- AIM-97 Seekbat ls
- AIM-152 AAAM
- AIR-2 Genie ks

### Europäische Länder
Aktuelle Modelle:
- BGT IRIS-T ks
- MBDA Meteor ls
- BAe AIM-132 ASRAAM ks
- BAe Skyflash ms
- MBDA MICA ms
- Alenia Aspide ms
- Matra R.550 Magic und Magic II ks

Historische Modelle:
- Fairey Firestreak ks
- Matra R.530 ks
- Matra Super 530 ms
- Hawker Siddeley Red Top ks
- Red Dean ks
- Saab 372
- Saab 373

### RusslandRussland
Aktuelle Modelle:
- R-73 (AA-11 Archer) ks
- R-60 (AA-8 Aphid) ks
- R-27 (AA-10 Alamo) ms
- R-77 (AA-12 Adder) ms
- R-33 (AA-9 Amos) ls
- R-37 (AA-13 Arrow) ls
- Novator KS-172 AAM-L ls

Historische Modelle:
- Kaliningrad K-5 (AA-1 Alkali) ks
- R-3 (AA-2 Atoll) ks
- Kaliningrad K-8 (AA-3 Anab) ms
- Raduga K-9 (AA-4 Awl) ls
- Bisnowat R-4 (AA-5 Ash) ls
- Wympel R-40 (AA-6 Acrid) ks
- R-23/24 (AA-7 Apex) ks

### China VolksrepublikVolksrepublik China
Aktuelle Modelle:
- PL-7 ks
- PL-8 ks
- PL-9 ks
- PL-10 ks
- PL-11 ms
- PL-12 ms
- PL-15 ls
- PL-21 ls
- Tianyan-90 ks

Historische Modelle:
- PL-1 ks
- PL-2 ks
- PL-3 ks
- PL-4 ks
- PL-5 ks

### IsraelIsrael
Aktuelle Modelle:
- Python-3 ks
- Python-4 ks
- Python-5 ms
- Derby ms

Historische Modelle:
- Shafrir ks
- Shafrir-2 ks

### SudafrikaSüdafrika
Aktuelle Modelle:
- Kentron V3 ks
- Denel LRAAM (S-Darter) ls

Historische Modelle:
- Kentron V1 ks
- Kentron V2 ks
- Kentron V4 R-Darter ls

### Andere Staaten
- Tien Chien (Sky Sword I; Taiwan) ks
- Tien Chien II (Sky Sword II; Taiwan) ms
- AAM-3 (Japan) ks
- AAM-5 (Japan) ks
- AAM-4 (Japan) ms
- MAA-1 Piranha (Brasilien) ks
- Fatter (Iran) ks